# Microdesmidae
Famille
Les Microdesmidae sont une famille de poissons osseux de l'ordre des Gobiiformes.

## Description
Ce sont de petits gobies tropicaux d'eaux peu profondes, que l'on rencontre dans les récifs de coraux mais aussi dans les estuaires boueux et les flaques de marées, où ils peuvent s'enfouir sous le sable.
Leur corps est allongé et mesure un maximum de 30 cm.
Leurs écailles sont cycloïdes, petites et enchâssées dans le corps. La mâchoire inférieure est lourde et protubérante. Le bout de leur langue n'est pas lobé. La nageoire dorsale est longue et continue. Elle porte 10 à 28 épines flexibles, et 28 à 66 rayons mous. La nageoire anale porte 23 à 61 rayons mous. Les nageoires pelviennes portent une unique épine et 2-4 rayons, et sont petites, commençant sous la base des pectorales, qui portent 10-16 rayons. La nageoire caudale peut être confluente avec la dorsale et les anales, ou pas. 

## Liste des genres
Selon World Register of Marine Species (21 juin 2024) :
- Cerdale Jordan & Gilbert, 1882
- Clarkichthys Smith, 1958
- Gunnellichthys Bleeker, 1858
- Microdesmus Günther, 1864
- Paragunnellichthys Dawson, 1967

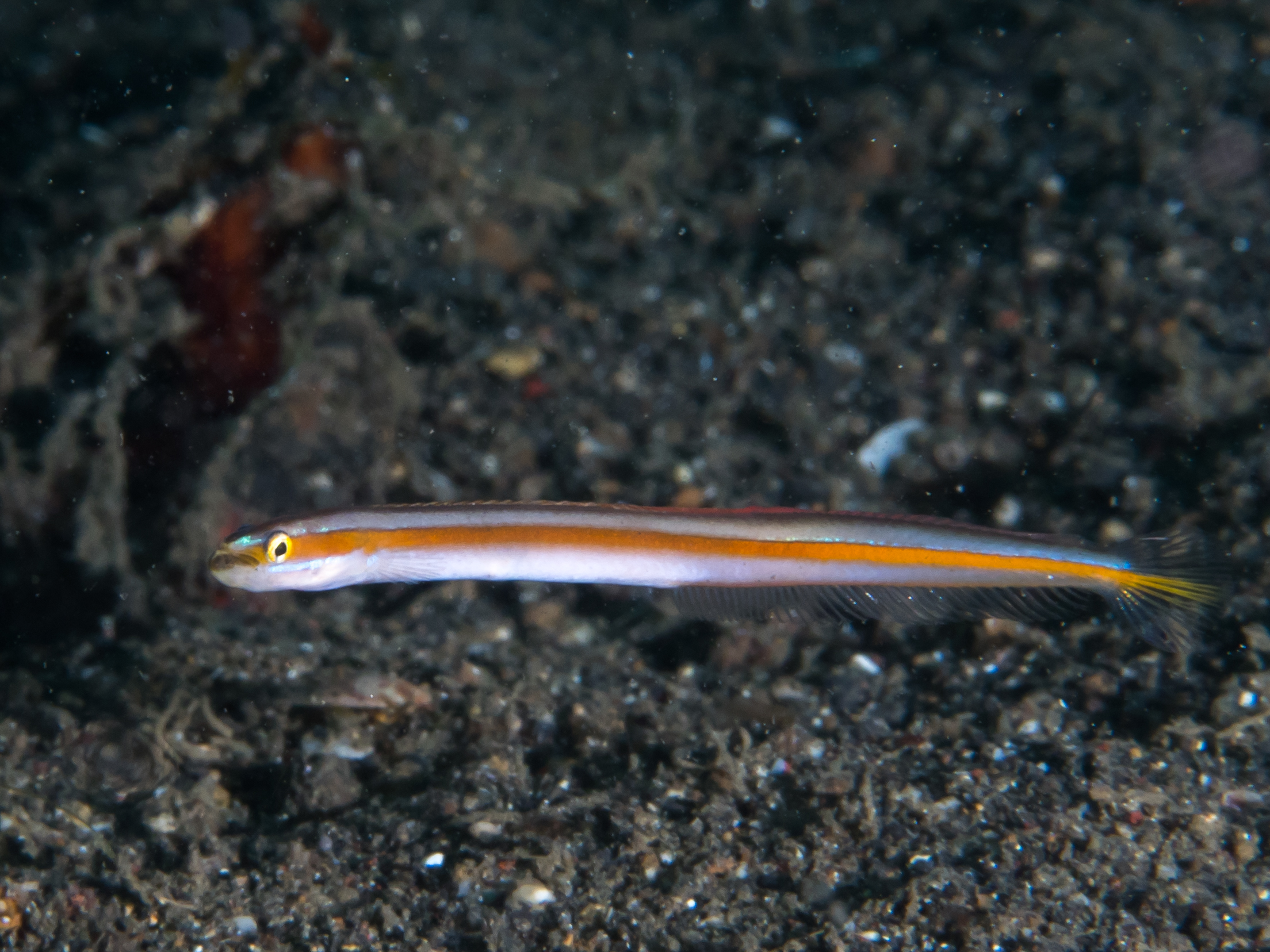
Gunnellichthys viridescens
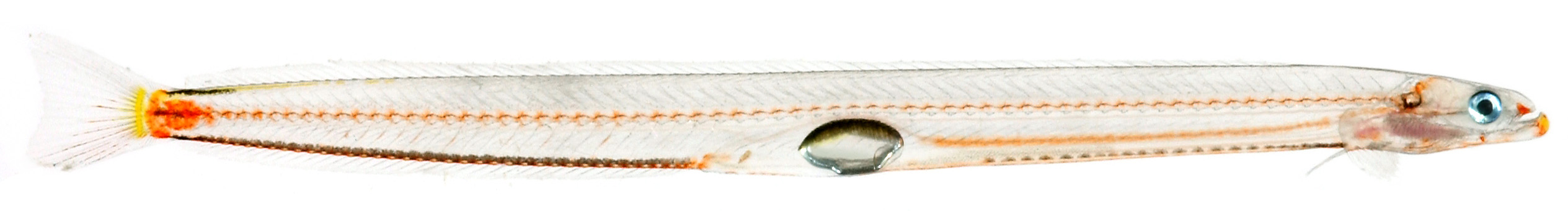
Microdesmus carri